# Schmidtiana javanica
Schmidtiana javanica är en skalbaggsart som först beskrevs av Cenek Podany 1968.  Schmidtiana javanica ingår i släktet Schmidtiana och familjen långhorningar. Inga underarter finns listade i Catalogue of Life.